# Ninox burhani
El nínox de las Togian (Ninox burhani) es una especie de ave estrigiforme de la familia Strigidae descrita por primera vez en 2004.

## Distribución
Es endémico de las islas Togian, un archipiélago en el golfo de Tomini frente a la costa de las Célebes, Indonesia .